# Old Dogs – Daddy oder Deal
Old Dogs – Daddy oder Deal ist eine amerikanische Komödie aus dem Jahr 2009 mit John Travolta und Robin Williams.

## Handlung
Die beiden Junggesellen Dan und Charlie, beide Mitte 50, sind beste Freunde und Geschäftspartner in einer Marketingagentur. Sie genießen ihr freies Leben so oft es nur geht und in vollen Zügen. Mit lustigen Episoden aus ihrer Vergangenheit können sie sogar ihre japanischen Geschäftspartner erheitern, mit denen sie kurz vor dem erfolgreichen Geschäftsabschluss stehen.
Völlig unerwartet taucht eine Frau auf, die behauptet, Dan habe mit ihr vor sieben Jahren Zwillinge gezeugt und sie möchte, dass sie ihren Vater endlich einmal kennenlernen. Zach und Emily sind recht angetan von ihrem Daddy. Als Vicki sich mit den Kindern von Dan nach Hause fahren lässt, will sie ihm ihre Tante Jenna vorstellen. Voller Ungeschick klemmt Dan ihr beide Hände im Kofferraum seines Wagens ein und so muss sie ins Krankenhaus. Vicki ist verzweifelt, da Jenna die nächsten zwei Wochen auf die Kinder aufpassen wollte, da sie selber wegen illegaler Umweltschutzaktionen eine Haftstrafe absitzen  muss. Doch Dan tröstet sie und verspricht, dass er sich um die Kinder kümmern wird, schließlich hat er das Unglück ja verursacht.
Als er Charlie davon berichtet, ist dieser nicht gerade erfreut darüber. Schließlich sei er im Umgang mit Kindern völlig unerfahren und nahezu tollpatschig. Erwartungsgemäß passieren einige peinliche Zwischenfällen und problematisch wird es, als Dan die Kinder mit zu sich nach Hause nehmen will. Kinder sind in der Apartmentanlage verboten und so bringt er die zwei kurzerhand bei Charly unter. Dem ist das absolut nicht recht und als Dan am nächsten Tag Kindersicherheitsexperten engagiert hat, die seine Wohnung komplett umgestalten, ist er total entsetzt. Noch extremer wird die Situation, als sie mit den Kindern in ein Pfadfindercamp gehen und die beiden für ein schwules Paar gehalten werden. Bei Dans Tollpatschigkeit dauert es dann auch nur einen Tag, bis die vier aus dem Camp geworfen werden. Wieder zu Hause angekommen sind die Männer zunächst k.o. von den ungewohnten Anstrengungen. Die Kinder indessen wollen sich bettfertig machen und suchen die Zahncreme im Bad. Dabei fallen ihnen Tablettenschachtel ins Waschbecken und alle Pillen geraten durcheinander. Schnell sortieren sie diese wieder ein und stellen die Schachteln zurück an ihren alten Platz. Nichtsahnend nehmen Charly und Dan morgens ihre Tabletten und so gestaltet sich der Tag voller Peinlichkeiten. Dan beschließt daraufhin ein besserer Vater zu werden und Charly verspricht ihm dabei zu helfen. Er organisiert über einen befreundeten Künstler einen Spezialanzug, sodass Dan wie eine Marionette, alle Bewegungen von aus Charly gesteuert, ausführen muss. Die Kinder finden das extrem lustig und mit der Zeit entwickelt er ein gutes Verhältnis zu ihnen. Zach bringt er das Fahrradfahren bei, Emily erzählt er Märchen. Doch langsam vernachlässigen die beiden ihre Geschäfte, insbesondere die Fusion mit einem japanischen Großunternehmen. Als letzte Chance, den Deal zu retten, müssen die beiden für mindestens sechs Monate nach Tokio reisen. Glücklicherweise sind die zwei Wochen Haft für Vicki gerade um. Aber die Kinder sind enttäuscht, dass ihr Vater so weit von ihnen wegziehen will. Gerade Emily hatte sich auf die große Geburtstagsüberraschung gefreut, die Dan ihr versprochen hatte.
Als Dan und Charlie in Tokio ankommen und schließlich in den alles entscheidenden Verhandlungen stehen, kann Charly die japanischen Geschäftspartner zunächst mit den Episoden aus seinem Tag mit den vertauschten Pillen erneut erheitern. Dan hingegen vertauscht aus Versehen bei der Präsentation die Videos und sieht immer nur seine Kinder, dabei bemerkt er, wie wichtig sie ihm geworden sind. So lässt er kurzerhand den Deal platzen und fliegt mit Charly, der zunächst stinksauer ist, nach New York zurück. Als dieser seinen vierzehnjährigen Hund aus der Tierpension abholen will, muss er erfahren, dass er gestorben ist und er kann endlich verstehen, was Dan fühlt – ohne seine Familie. So begleitet er seinen Freund zu seinen Kindern. Die Geburtstagsparty findet gerade im Zoo statt, der inzwischen für die Allgemeinheit geschlossen hat. Um jeden Preis wollen Dan und Charly in den Zoo und auf dem Weg dorthin geraten sie ins Gorillagehege, aus dem es ihnen gelingt zu fliehen. Anschließend werden sie von den Pinguinen im nächsten Gehege malträtiert. Wieder auf normalem Zoogelände angekommen begegnet Dan ein Raketenmann, der als Überraschung für ein Geburtstagskind bestellt wurde. Kurzerhand tauscht Dan mit ihm und kommt schließlich auf den letzten Drücker zur Geburtstagsparty seiner Tochter als fliegender Superheld – so wie sie sich ihren Daddy immer gewünscht hatte. Allerdings geht ihm kurz vorm Ziel der Treibstoff aus und er stürzt in einen Teich. Als die Rettungssanitäter ihn verarzten wollen, gesteht er Vicki seine Liebe zu ihr und den Kindern. Er hat auch bereits ein Haus in der Nähe gemietet.
Ein Jahr später hat es auch Charly geschafft, für Nachwuchs zu sorgen. Gemeinsam mit Dan und seiner Familie unternimmt er eine Reise auf seiner Yacht.

## Hintergrund
John Travolta hat große Teile seiner eigenen Familie mit in diese Geschichte um Familie und Freundschaft mit eingebracht. Ehefrau Kelly Preston spielt Vicki, die Frau für den Freund und ihre gemeinsame Tochter Ella Bleu Travolta gibt ihr Kinodebüt als Vickis und Dans Tochter Emily. Travolta selbst spielt den erklärten Junggesellen und überlässt damit Robin Williams seine Frau und seine Tochter. Ein besonderer, ironischer Witz des Films.

## Kritik
Bei Filmstarts.de vergibt Sascha Westphal nur einen von fünf möglichen Sternen. Er meint, „Old Dogs – Daddy oder Deal“ sei eine „unfassbar alberne und geistlose Familienkomödie. […] Über Humor lässt sich wie über Geschmack nicht streiten, er ist eine rein persönliche Angelegenheit. Trotzdem dürfte kaum ein Zweifel daran bestehen, dass sich wohl niemand, der älter ist als acht Jahre, finden wird, der über die peinlich kindischen Gags dieser Komödienkatastrophe lachen kann. […] Die Gags um vertauschte Pillen, die Charlie und Dan jeglicher Selbstkontrolle und Würde berauben, und durchgeknallte Pfadfinder mit Militärtick [sind eigentlich] schon schlimm genug,[…] „Old Dogs“ [krönt] den ganzen Klamauk auch noch mit einer überaus klebrigen Sentimentalität.“
Das Lexikon des internationalen Films bezeichnete den Film als ein „Dauerfeuerwerk vorwiegend kindischer Gags und Überzeichnungen“. Die digital erstellten Effekte würden den „Darstellern den Raum zur Entfaltung nehmen“.

## Auszeichnungen
Old Dogs wurde viermal für die Goldene Himbeere 2010 nominiert. Unter anderem für Walt Becker für die schlechteste Regie, für Kelly Preston als schlechteste Nebendarstellerin, für John Travolta als schlechtester Schauspieler und als Schlechtester Film.